# Prace Małe
Prace Małe – wieś sołecka w Polsce położona w województwie mazowieckim, w powiecie piaseczyńskim, w gminie Tarczyn.
W latach 1954-1959 wieś była siedzibą gromady Prace Małe, po jej zniesieniu w gromadzie Tarczyn. W latach 1975–1998 miejscowość administracyjnie należała do województwa warszawskiego.
Z Prac Małych pochodzi artysta uliczny Witold Szymański, znany jako Pan Witek, gość z Atlantydy.